# Юдита Пршемисловна
Юдита Пршемисловна също Юдита Чешка (на чешки: Česká, Judita Přemyslovna, Judita Přemyslovna; на немски: Judith (Jutta) von Böhmen; * ок. 1202; † 2 юни 1230) от династията на Пршемисловците, е принцеса от Бохемия и чрез женитба херцогиня на Каринтия.

## Произход
Тя е дъщеря на бохемския крал Отокар I Пршемисъл (1155 – 1230) и втората му съпруга Констанция Арпад (ок. 1180 – 1240), дъщеря на унгарския крал Бела III. Сестра е на крал Венцеслав I (1205 – 1253).

## Фамилия
През 18 март 1213 г. Юдита се омъжва за херцог Бернхард фон Спанхайм (1176/1181 - 1256).Техни деца са:
- Улрих III († 27 октомври 1269), херцог на Каринтия (1256 – 1269), господар на Крайна от 1251
- Филип фон Спанхайм (* 1220, † 22 юли 1279), архиепископ на Залцбург (1247 – 1256), патриарх на Аквилея (1269 – 1272)
- Маргарета († 1249)
- Бернхард († пр. 1249)